# Georgij Omarovič Tibilov
Georgij Omarovič Tibilov (in russo Георгий Омарович Тибилов?; Vladikavkaz, 25 aprile 2000) è un lottatore russo naturalizzato serbo, specializzato nella lotta greco-romana.

## Biografia
Ha gareggiato per la nazionale russa sino al 2021, vincendo il titolo europeo cadetti del 2015 e un bronzo ai mondiali cadetti del 2019.
Dal 2023 compete per la nazionale serba.
Agli europei di Zagabria 2023 è stato estromesso dal tabellone principale dal torneo dei 60 kg dal moldavo Victor Ciobanu. Nella finale per il terzo posto ha sconfitto il turco Kerem Kamal.
Ai mondiali di Belgrado 2023, dopo aver prevalso sul polacco Mairbek Salimov e sull'iraniano Iman Mohammadi per superiorità tecnica e sul croato Ivan Lizatović ai punti, ha perso la semifinale contro l'azero Murad Məmmədov. Ha poi vinto la finalina per il bronzo contro l'armeno Hrachya Poghosyan.
Ha rappresentato la Serbia ai Giochi olimpici estivi di Parigi 2024, dove è stato eliminato dal turco Enes Başar ai sedicesimi del torneo dei 60 kg.

## Palmarès
| Anno                           | Manifestazione  | Sede      | Evento | Risultato | Note |
| ------------------------------ | --------------- | --------- | ------ | --------- | ---- |
| In rappresentanza della Russia |                 |           |        |           |      |
| 2016                           | Europei cadetti | Stoccolma | 46 kg  | Oro       |      |
| 2019                           | Mondiali junior | Tallinn   | 60 kg  | Bronzo    |      |
| 2021                           | Mondiali U23    | Belgrado  | 63 kg  | 5º        |      |
| In rappresentanza della Serbia |                 |           |        |           |      |
| 2023                           | Europei         | Zagabria  | 60 kg  | Bronzo    |      |
| 2023                           | Mondiali        | Belgrado  | 63 kg  | Bronzo    |      |
| 2024                           | Europei         | Budapest  | 60 kg  | 5º        |      |
| 2024                           | Giochi olimpici | Parigi    | 60 kg  | 12º       |      |